# 4،1-ديوكسين
ديوكسين هو مركب عضوي حلقي غير متجانس وغير مشبع يمتلك الصيغة الكيميائية C4H4O2.
يتألف المركب بنيوياً من حلقة سداسية حاوية على ذرتي أكسجين وعلى رابطتين مضاعفتين. يوجد هناك متصاوغان من الديوكسينات، وهما 4،1-ديوكسين؛ والآخر هو 2،1-ديوكسين.